# Тонежская Рудня
Тонежская Рудня (до 1972 года — Рудня; бел. Тонежская Рудня) — деревня в Тонежском сельсовете Лельчицкого района Гомельской области Беларуси.
На севере национального парка «Припятский» (до 1996 года Припятский ландшафтно-гидрологический заповедник). Неподалёку урочища Малое Горохово, Березники, Муравье, Журавно.

## География

### Расположение
В 49 км на запад от Лельчиц, 264 км от Гомеля, 52 км от железнодорожной станции Житковичи (на линии Лунинец — Калинковичи).

### Гидрография
На западной окраине река Мутвица, которая впадает в мелиоративный канал Канава Главная.

## Транспортная сеть
Транспортные связи по просёлочной, затем автомобильной дороге Дзержинск — Лельчицы. Планировка состоит из короткой, ориентированной с юго-запада на северо-восток улицы, к которой на севере присоединяется переулок. Застройка редкая, деревянная, усадебного типа.

## История
Согласно письменным источникам известна с XVIII века как селение в Пинском повете Брестского воеводства Великого княжества Литовского. После 2-го раздела Речи Посполитой (1793 год) в составе Российской империи. В 1795 году в Тонежской волости Мозырского уезда Минской губернии. В 1879 году упоминается как селение в Тонежском церковном приходе. Согласно переписи 1897 года деревня Рудня. В 1932 году жители вступили в колхоз, работала водяная мельница. Согласно переписи 1959 года в составе колхоза «Труд» (центр — деревня Тонеж).

## Население

### Численность
- 2004 год — 15 хозяйств, 24 жителя.

### Динамика
- 1795 год — 5 дворов.
- 1850 год — 8 дворов, 54 жителя.
- 1897 год — 19 дворов, 115 жителей (согласно переписи).
- 1908 год — 23 двора, 140 жителей.
- 1917 год — 165 жителей.
- 1925 год — 32 двора.
- 1959 год — 99 жителей (согласно переписи).
- 2004 год — 15 хозяйств, 24 жителя.